# Израильско-сейшельские отношения
Израильско-сейшельские отношения — настоящие и исторические международные дипломатические, политические, экономические, военные, культурные и прочие отношения между Государством Израиль и Республикой Сейшельские Острова.
ИИзраильские посольство в Найроби, Кения, аккредитовано на Сейшельские Острова. Израильский посол в Кении также является послом в Уганде, Танзании, Малави и Сейшелах.
До августа 2015 года Сейшелы были представлены в Израиле почётным консулом. С тех пор посол островной республики в Индии аккредитован также и на Израиль (а также на Австралию, Бангладеш, Непал, Катар и Новую Зеландию).

## История
Двусторонние отношения между двумя странами были установлены 30 июня 1992 года, после того, как закончился бойкот еврейского государства африканскими странами, расположенными южнее Сахары.
В октябре 2011 года шестым послом Израиля на Сейшелах был назначен Гиль Хаскель, сменивший на этом посту Якова Кейдара.
В 2014 году Сейшелы стали одной из 32 стран, послы которых обратились к ООН с просьбой признать еврейский праздник Йом-кипур официальным, на равне с такими праздниками как Рождество, Ид-аль-Фитр и День благодарения.
В июле 2015 года министр туризма Сейшельских Островов посетил Израиль с визитом.
В августе 2015 года израильский посол Яхель Вилан вручил верительные грамоты президенту Сейшельских Островов Джеймсу Аликсу Мишелю. Вилан стал седьмым послом Израиля на Сейшелах. На встрече два политика обсудили двусторонее сотрудничество в области сельского хозяйства, возобновляемых источников энергии, водных ресурсов, туризма, авиасообщения и образования. Также обсуждалась отправка сейшельских студентов в Израиль в рамках образовательной программы «МАШАВ».
В этом же месяце Сейшелы назначили первого в истории посла, аккредитованного на Израиль: им стал Уинслоу Уильям Уейвен, работающий из посольства в Нью-Дели, Индия. Его заместитель, Даниэль Кармон прибыл в Израиль для вручения верительных грамот президенту Ривлину в Иерусалиме. На церемонии его сопровождал Арье Голдштейн, который до этого выполнял обязанности почётного консула островной республики.
В 2017 году 10 сейшельских студентов обучались в Израиле в рамках программы «МАШАВ» по специальностям образование, здравоохранение и расширение прав и возможностей женщин.

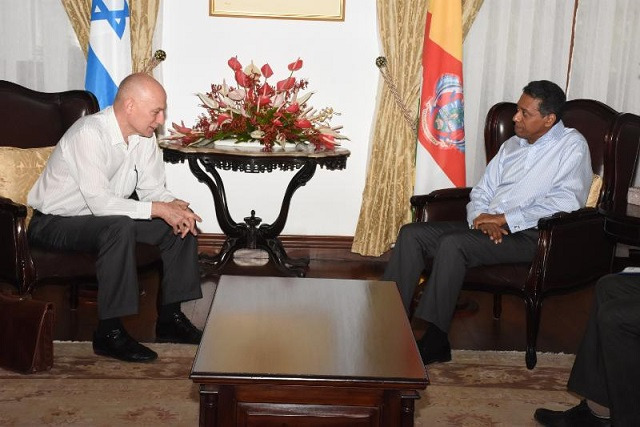
Израильский посол Ноа Гендлер на встрече с президентом Сейшел Дэнни Фором, ноябрь 2018

В сентябре 2019 года Совет по туризму Сейшельских островов заявил, что видит большой потенциал в развитии отношений с Израилем в области туризма и авиасообщения.
Восьмой израильский посол на Сейшелах Ноа Гендлер вручил верительные грамоты президенту Дэнни Фору в ноябре 2018 года.
В ноябре 2019 года Одед Йосеф, новый посол Израиля, аккредитованный на Сейшелы, представил свои верительные грамоты президенту республики, Дэнни Фору во время официальной церемонии в Стейт Хаузе. На проведённой после церемонии встрече стороны обсудили взаимное сотрудничество в области сельского хозяйства, туризма, инноваций и технологии.
В этом же месяце между двумя странами было установлено прямое авиасообщение. Глава «Air Seychelles» заявил, что это первые в истории прямые рейсы в Тель-Авив «из региона Индийского океана».
В январе 2024 года посол Израиля в Кении, аккредитованный также на Сейшельские острова, Михаэль Лотем встретился и провёл переговоры с сейшельским министром туризма и иностранных дел Sylvestre Radegonde, а также другими официальными лицами. В рамках этой встречи Израиль и Сейшельские острова подписали соглашение о взаимной отмене визового режима между двумя странами.
В мае 2024 года на фоне военной операции «Железные мечи» Сейшельские острова поддержали позицию Израиля в конфликте.

## Сотрудничество

### Туризм и авиасообщение
Экономические отношения между Израилем и Сейшелами скромные. Самая значительная отрасль сотрудничества — туризм. Первый прямой коммерческий рейс из Сейшел в Израиль состоялся 28 ноября 2019 года, его выполняла авиакомпания «Air Seychelles».
В 2020 году на фоне пандемии COVID-19 Сейшелы открыли свою страну только для израильских туристов поскольку во время т. н. «первой волны» Израиль был безопасной страной с низким числом заболевших. В ноябре 2020 года Сейшелы всё ещё признавали Израиль «зелёной» страной, несмотря на возросшее количество случаев: израильская авиакомпания «Arkia» открыла прямое авиасообщение с островным государством, её примеру последовал и национальный авиаперевозчик, компания El-Al. По мнению как израильских, так и сейшельских СМИ поток израильских туристов летом 2020 года мог вдохнуть жизнь в пострадавшую туристическую отрасль Сейшел.
Израиль вошёл в пятерку стран, по числу туристов посетивших Сейшельские острова в 2021 году.
В 2023 году Израиль занял 8 место в списке стран по числу туристов, посетивших Сейшельские острова (всего 12 945 человек).
11 января 2024 года посол Израиля Михаэль Лотем (Michael Lotem) и Главный секретарь Департамента иностранных дел Сейшельских островов посол Вивьен Фок Тав (Vivianne Fock Tave) подписали соглашение о двусторонней отмене визового режима для граждан двух стран.
По сообщениям СМИ в апреле 2024 года рекордное количество израильтян (не менее 2579 человек) посетили Сейшельские острова. Таким образом, Израиль занял четвёртое место в списке стран по количеству туристов, посетивших эту страну в апреле этого года (после Франции, России и ФРГ). СМИ отмечают, что Сейшельские острова «посещают больше израильтян, чем граждан Индии и Китая вместе взятых». Кроме того, Сейшелы стали второй азиатской страной (после ОАЭ) по посещению израильскими туристами.

## Список посланников

### Послы Израиля на Сейшелах
Все послы Израиля, аккредитованные на Сейшелах, работают из посольства в Найроби, Кения.
1.

2.

3.

4.

5. Яков Кейдар (? — октябрь 2011)

6. Гиль Хаскель (октябрь 2011 — август 2015)

7. Яхель Вилан (август 2015 — июль 2017)

8. Ноа Гендлер (ноябрь 2018 — ноябрь 2019)

9. Одед Йосеф (ноябрь 2019 — декабрь 2021)

10. Michael Lotem (декабрь 2021 — н.в.)

### Посланники Сейшел в Израиле
0. Арье Голдштейн (? — август 2015) — почётный консул в Тель-Авиве

1. Winslow William Waven (август 2015 — ?) — первый сейшельский посол аккредитованный на Израиль из Нью-Дели, Индия

2.

3. Selby Pillay (март 2019 — н.в.)